# Condado de Tendilla
El condado de Tendilla es un título nobiliario español, de Castilla. Fue creado por el rey Enrique IV de Castilla en 1465 en favor de Íñigo López de Mendoza y Figueroa, adelantado mayor y capitán general de Andalucía y de la frontera de Granada, hijo segundo del poeta y magnate Íñigo López de Mendoza, I marqués de Santillana.
El concesionario era hermano de Diego Hurtado de Mendoza, I duque del Infantado, y del gran cardenal Pedro González de Mendoza, arzobispo de Toledo, y fue el padre de otro Diego Hurtado de Mendoza, arzobispo de Sevilla y segundo cardenal de su linaje.
El condado tomaba denominación de la villa y municipio de Tendilla, que era de señorío del concesionario. Esta villa, como la de Mondéjar y los principales estados de la casa de Mendoza —los que integraban el mayorazgo del Infantado, con cabeza en el palacio de este título de la ciudad de Guadalajara— pertenecen a la comarca de la Alcarria y actual provincia de Guadalajara, en el centro geográfico de España y no lejos de la corte (desde que Felipe II la fijó en Madrid).
El II conde de Tendilla, Íñigo López de Mendoza y Quiñones, llamado el Gran Tendilla, fue creado marqués de Mondéjar en 1512. Ambas dignidades quedaron sujetas al mayorazgo fundado en 1478 por su padre el I conde.
Por Real Cédula del 9 de septiembre de 1541, el emperador y rey Carlos I dispuso que en adelante el condado de Tendilla se sucediese como título de espera «para los primogénitos de la casa de los marqueses de Mondéjar». La casa de Mondéjar obtuvo la grandeza de España de primera clase en 1724.

## Lista de condes de Tendilla
Advertencia. Desde 1541 y hasta la Desvinculación de 1820, el condado de Tendilla tuvo el carácter y régimen de título de espera para los primogénitos de la casa de los marqueses de Mondéjar. Durante el Antiguo Régimen, a esta clase de títulos se les reconocía un cierto automatismo sucesorio ad honorem, de modo que los primogénitos de los marqueses de Mondéjar recibían el dictado de condes de Tendilla sin haber titulado efectivamente por este condado. Y era al suceder en la casa principal cuando pagaban las medias annatas y obtenían los reales despachos de sucesión en ambas mercedes. Esto daba lugar a una cierta ambigüedad en el uso del título: en un mismo momento, el dictado de conde de Tendilla se podía aplicar al primogénito (quizá menor de edad) o a su padre el marqués de Mondéjar, que era el señor de la villa y estado de Tendilla, vinculados al mismo mayorazgo. En la presente tabla, y para los condes comprendidos entre el IV y el XX, se indican como «periodo» los años en que cada uno fue inmediato sucesor del anterior marqués de Mondéjar. Esta cronología debería complementarse con la de los poseedores de la casa principal, que figura en la voz correspondiente.
|                                     | Titular                                                                        | Periodo                             |
| Creación por Enrique IV de Castilla | Creación por Enrique IV de Castilla                                            | Creación por Enrique IV de Castilla |
| ----------------------------------- | ------------------------------------------------------------------------------ | ----------------------------------- |
| I                                   | Íñigo López de Mendoza y Figueroa (1419-1479)                                  | 1465-1479                           |
| II                                  | Íñigo López de Mendoza y Quiñones, el Gran Tendilla (1440-1515)                | 1479-1515                           |
| III                                 | Luis Hurtado de Mendoza y Pacheco (1489-1566)                                  | 1515-1566                           |
| IV                                  | Íñigo López de Mendoza (1512-1580)                                             | 1541-1566                           |
| V                                   | Luis Hurtado de Mendoza y Mendoza (1543-1604)                                  | 1566-1568                           |
| VI                                  | Íñigo López de Mendoza (1568-1592)                                             | 1568-1592                           |
| VII                                 | Íñigo López de Mendoza y Mendoza († 1647)                                      | 1592-1604                           |
| VIII                                | Íñigo López de Mendoza y Vargas († 1656)                                       | 1604-1647                           |
| IX                                  | María López de Mendoza († 1662)                                                | 1647-1656                           |
| X                                   | Francisca Juana de Mendoza y Córdoba († 1677)                                  | 1662-1662                           |
| XI                                  | María Gregoria de Mendoza y Córdoba                                            | 1662-1679                           |
| XII                                 | José de Mendoza Ibáñez de Segovia († 1734)                                     | 1679-1712                           |
| XIII                                | Nicolás Luis de Mendoza Ibáñez de Segovia y Velasco († 1742)                   | 1712-1734                           |
| XIV                                 | Nicolás María de Mendoza Ibáñez de Segovia y Alarcón                           | 1734-1742                           |
| XV                                  | Marcos Ignacio de Mendoza Ibáñez de Segovia y Velasco († 1779)                 | 1742-1767                           |
| XVI                                 | Catalina Eulalia de Mendoza Ibáñez de Segovia y Velasco                        | 1767-1779                           |
| XVII                                | Pascual Benito Belvís de Moncada y Mendoza (1727-1781)                         | 1779-1780                           |
| XVIII                               | Juan de la Cruz Belvís de Moncada y Pizarro (n.1756)                           | 1780-1781                           |
| XIX                                 | Antonio Ciriaco Belvís de Moncada y Álvarez de Toledo (1775-1842)              | 1781-1835                           |
| XX                                  | José Álvarez de las Asturias Bohorques y Belvís de Moncada (1822-1852).        | 1835-1842                           |
| «XXI»                               | José Álvarez de las Asturias Bohorques y Bohorques (1844-1857)                 | 1844-1857                           |
| XXI                                 | Íñigo Álvarez de las Asturias Bohorques y Bohorques (1851-1883)                | 1867-1883                           |
| XXII                                | María de los Dolores Álvarez de las Asturias Bohorques y Bohorques (1847-1900) | 1884-1900                           |
| XXIII                               | María del Carmen Álvarez de las Asturias Bohorques y Bohorques (1850-1931)     | 1902-1931                           |
| XXIV                                | María Luisa Cotoner y Álvarez de las Asturias-Bohorques (1879-1948)            | 1936-1941                           |
| XXV                                 | Nicolás Cotoner y Cotoner (1905-1996)                                          | 1941-1968                           |
| XXVI                                | Íñigo Alfonso Cotoner y Martos (n. 1943)                                       | 1968-2000                           |
| XXVII                               | Íñigo Cotoner y Vidal (n. 1971)                                                | 2000-hoy                            |